# برندن يوري
برندن بويد يوري (بالإنجليزية: Brendon Urie) (من مواليد 12 أبريل 1987 بلاس فيغاس، يوتا) هو المغني الرئيسي والعضو الوحيد المتبقي في فرقة الروك بانيك آت ذا ديسكو. يجيد كذلك العزف على لوحات المفاتيح، الأكورديون، البيانو، الأورغن، غيتار البيس، الغيتار، التشيلو والطبول. تزوج سارا أورزكاوسكي سنة 2013.

## النشأة
ولد يوري في سان جورج، يوتا وانتقلت عائلته إلى لاس فيغاس، نيفادا عندما كان عمره سنتين. هو الابن الخامس والأصغر لغريس وبويد يوري. ترعرع في عائلة تتبع كنيسة يسوع المسيح لقديسي الأيام الأخيرة، لكنه تركها في سن 17 لأنه لم يؤمن بإيديولوجيتها. ارتاد يوري ثانوية «بالو فيردي» في لاس فيغاس، والتقى فيها ببرينت ويلسون عازف البيس المستقبلي لفرقة بانيك! في قسم الغيتار، وطلب ويلسون منه أن ينضم لفرقة كان فيها لأنهم كانوا بحاجة إلى عازف غيتار بديل.
وصف يوري نفسه بأنه كان «حركيا في الثانوية» وقال أن أحد التلاميذ كان يتنمر عليه دائما. عمل في مطعم Tropical Smoothie Cafe ليتمكن من دفع كراء مكان تدرب فرقته، وكان يغني أحيانا للزبناء «كنت أغني أي شيء كنت أستمع إليه في ذلك الوقت، لكنني قبلت أيضا طلبات الزبناء. أتذكر أنني غنيت بعض أغاني سكوربينز، بعض أغاني و.ا.س.ب من الثمانينات جيدة عادة من أجل البقشيش. كان نطاقا واسعا من الأغاني. بعض الناس أحبوها، وبعضهم لم يفعلوا. كان علي احترام رغبات الناس، لكن بعض الناس طلبوني لأغني من أجل البقشيش. هذا ممتع دائما.»

## الصوت
يملك يوري صوت تينور يشمل أربعة أوكتافات. يمتد نطاقه من ري الثانية إلى دو السابعة. صوته معروف بكونه «مرنا» و«شاملا» بالخصوص بعد صدور أغنية "This Is Gospel" سنة 2013.

### تأثيرات
ذكر يوري فرانك سيناترا، كوين، ديفيد بوي، وتوم ديلونج كأكبر الفنانين الذين تأثر بهم.

## الحياة الشخصية

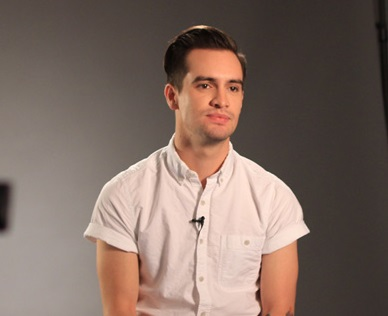
يوري سنة 2013

تزوج برندن سارة أورزكاوسكي يوم 17 أبريل 2013، بعد الإعلان عن خطوبتهما في شتنبر 2011. تقابلا أول مرة لمدة قصيرة في أحد عروض برندن، وبعد ثمانية أشهر جلبت هايلي ويليامز من فرقة بارامور سارة إلى أحد عروض يوري وقدمتهما لبعضهما من جديد. الأغنية «سارة تبتسم» (Sarah Smiles) من ألبوم «عادات سيئة وفضائل» (Vices & Virtues) ملهمة من سارة.
قال يوري سنة 2013 أن «له تجربة» مع الرجال لكنه صرح بقوله «أظن أنني إذا اضطررت إلى تصنيف نفسي، سأقول بأنني مستقيم جنسيا». في يوليوز سنة 2018 وصف يوري نفسه بأنه جامع جنسيا حيث قال «أنا متزوج بامرأة وأحبها لكنني لست ضد الرجال، فالبنسبة لي أعجب بالشخص...إذا كان شخصا ما رائعا، فهو رائع.»
صرح يوري في مقابلة مع رولينغ ستون بأنه مصاب بالحس المرافق.
انتقل يوري في فبراير 2017 من منزله في لوس انجلوس إلى مكان غير معلن عنه، وصرح بأن «الزيارات والاعتداء المستمر» من المعجبين الذين يذهبون لمنزله جعله يفقد الإحساس بالأمان.
قال يوري أنه شخص بمرض اضطراب نقص الانتباه مع فرط النشاط وكان يأخد أدوية منذ صغره. ويقول أنه يحب الكشف عن صحته النفسية لمعجبيه.
أثناء أواخر سنة 2018 بدأ يوري يبث على موقع البث المباشر الشهير تويتش.

## روابط خارجية
- برندن يوري على موقع IMDb (الإنجليزية)
- برندن يوري على موقع ميوزك برينز (الإنجليزية)
- برندن يوري على موقع قاعدة بيانات برودواي على الإنترنت (الإنجليزية)
- برندن يوري على موقع إن إن دي بي (الإنجليزية)
- برندن يوري على موقع ديسكوغز (الإنجليزية)
- برندن يوري على موقع قاعدة بيانات الفيلم (الإنجليزية)